# Odorrana sangzhiensis
Odorrana sangzhiensis — вид жаб родини жаб'ячих (Ranidae). Описаний у 2021 році.

## Назва
Видова назва посилається на типове місцезнаходження.

## Поширення
Ендемік Китаю. Відомий лише у типовому місцезнаходженні — повіт Санчжи округу Чжанцзяцзе повінції Хунань.

## Опис
Тіло завдовжки 42,1–45,1 мм у самців, 83,3–92,7 мм у самиць. Спинна шкіра зелена з щільними гранулами та рідкісними неправильними коричневими плямами. Кінцівки зелені або жовто-зелені з коричневими поперечними смугами.